# Opilidia
Opilidia es un género de coleópteros adéfagos de la familia Carabidae.

## Especies
Contiene las siguientes especies:
- Opilidia chlorocephala (Chevrolat, 1834)
- Opilidia fulgidiceps (Putzeys, 1845)
- Opilidia graphiptera (Dejean, 1831)
- Opilidia leuconoe (Bates, 1890)
- Opilidia macrocnema (Chaudoir, 1852)
- Opilidia pilosipes (W. Horn, 1925)